# Numan Menemencioğlu
Numan Menemencioğlu (ur. 1893 w Bagdadzie, zm. 15 lutego 1958 w Ankarze), turecki dyplomata, dyrektor generalny Ministerstwa Spraw Zagranicznych od 1933 do 1942, a następnie minister tego resortu od 1942 do 1944, zwolennik polityki proniemieckiej, ambasador Turcji we Francji od 1944 do 1956.